# Varín
Varín – wieś (obec) na Słowacji położona w kraju żylińskim, w okręgu Żylina.

## Położenie
Miejscowość położona jest w Kotlinie Żylińskiej, na prawym brzegu Wagu, ok. 10 km na wschód od Żyliny. Zabudowania miejscowości znajdują się w większości na prawym brzegu rzeki Varínki,tuż przy jej ujściu do Wagu, Południowym skrajem zwartej zabudowy wsi biegnie linia kolejowa nr 180 ze stacją kolejową Varín (fragment dawnej Kolei Koszycko-Bogumińskiej), natomiast północnym skrajem - droga nr 583 Żylina - Terchová.

## Historia
Pierwsze pisemne wzmianki o miejscowości pochodzą z roku 1223, kiedy jej nazwa pojawiła się w dokumencie donacyjnym króla węgierskiego Andrzeja II. Z roku 1254 zachował się dokument króla Beli IV, w którym władca rozstrzyga spory terytorialne między Żyliną, Tepličką nad Váhom i Varínem.

## Demografia
Według danych z dnia 31 grudnia 2010, wieś zamieszkiwało 3644 osób, w tym 1862 kobiet i 1782 mężczyzn.
W 2001 roku rozkład populacji względem narodowości i przynależności etnicznej wyglądał następująco:
- Słowacy – 99,35%
- Czesi – 0,47%
- Niemcy – 0,03%
- Węgrzy – 0,09%

Varín jest jedyną miejscowością w Europie, która posiada ulicę (ul. Dr. Jozefa Tiso) nazwaną po człowieku osądząnym i prawomocnie skazanym z zdradę i zbrodnie przeciwko ludzkości.